# 浮世の常
『浮世の常』（うきよのつね、We Can't Have Everything）は、サイレントで1918年に制作されたアメリカ合衆国のドラマ映画で、ルパート・ヒューズの同名の小説を原作としてウィリアム・C・デミルが脚本を書き、セシル・B・デミルが制作と監督を務めた。本作は、失われて現存していないと考えられている。

## あらすじ
以下は、映画雑誌『Exhibitors Herald』のレビューによる。
夫を深く愛していたチャリティ・コウ・チーヴァー（ウィリアムズ）は、夫が人気あるダンサーのザーダ・レトワール（ブリーマー）を愛していることを知り、離婚する。幼い頃からチャリティを慕っていたジム・ダイクマン（デクスター）は、チャリティには手が届かないと悟り、映画女優ケジー・スロップ（ホーリー）と結婚する。ジムが自由な身だったときには、チャリティはそうではなかった。ジムは落胆するが、二人は互いに最善を尽くそうとする。あるとき、ジムが不在の間に、ケジーは若いイギリス人の空軍士官ストラスディーン侯爵（ハットン）と出会い、恋に落ちる。ある晩、一緒に出かけた事務とチャリティは、嵐に遭ってロードハウスで一夜を過ごすこととなる。ケジーは、これを機に離婚を申し立て、イギリス人飛行士と再婚する。やがて戦争が始まり、ジムはヨーロッパ戦線の塹壕へ赴き、チャリティは病院に入るが、二人は再会し、最後には愛が勝つ。

## キャスト
- キャスリン・ウィリアムズ（英語版） - チャリティ・コウ・チーヴァー (Charity Coe Cheever)
- エリオット・デクスター（英語版） - ジム・ダイクマン (Jim Dyckman)
- ワンダ・ホーリー（英語版） - ケジー・スロップ (Kedzie Thropp)
- シルヴィア・ブリーマー（英語版） - ザーダ・レトワール (Zada L'Etoile)
- サーストン・ホール（英語版） - ピーター・チーヴァー (Peter Cheever)
- レイモンド・ハットン（英語版） - ストラスディーン侯爵 (Marquis Of Strathdene)
- タリー・マーシャル - 映画監督 (The Director)
- セオドア・ロバーツ - スルタン (The Sultan)
- ジェームズ・ニール（英語版） - 探偵 (Detective)
- アーネスト・ジョイ（英語版） - 敵役 (Heavy)
- ウィリアム・エルマー（英語版） - 小道具係 (Props)
- チャールズ・スタントン・オーグル（英語版） - ケジーの父 (Kedzie's Father)
- シルヴィア・アシュトン（英語版） - ケジーの母 (Kedzie's Mother)